# 维达尔·白兰士
保羅·维达尔·德·拉·白兰士（法語：Paul Vidal de la Blache，法語發音：[pɔl vidal də la blaʃ]，1845年1月22日—1918年4月5日），法国地理学家，法国近代地理学奠基人。1866年毕业于巴黎高等师范学校。曾先后担任南锡大学(1872～1877)、巴黎高等师范学校(1877～1898)和巴黎大学(1898～1918)教授。
主要从事区域地理与人文地理的研究，主要研究自然与人文的空间关系。
- 认为地理学应研究各种相关现象的因果关系，并通过对地表不同部分的比较和分析，找出其联系的一般法则；主张通过具体区域研究人地关系，成为法国区域综合学派的奠基人；
- 反对环境决定论，认为人类的生活方式不仅是地理环境主宰的产物，而是许多复杂因素作用的结果，习惯势力对人的社会性质具有很大作用，并认为地理环境中存在许多利用的可能性，但其具体利用途径却决定于人的选择；这种观点成为人文地理学中或然论的理论基础，对欧美地理学思想的发展具有重要影响。

他长期任教，培养了许多地理学人才，形成具有特色的法国地理学派。著有《法国地理概论》（Tableau de la Geographie de la France，1903）《法国东部》（La France de l'Est，1917）。其学生德芒戎著有《人文地理学原理》（Principes de la géographie humaine ，1922）等。